# کلیسای ارتدکس گرجی
کلیسای خودمختار ارتدکس رسالتی گرجستان (به گرجی: საქართველოს სამოციქულო ავტოკეფალური მართლმადიდებელი ეკლესია) یک کلیسای خودمختار ارتدکس شرقی است و بیشتر مردم گرجی پیرو آن هستند.

نشان کلیسای ارتدکس گرجی

## تاریخچه
این کلیسا را یکی از حواریون عیسی به نام اندریاس بنیان نهاد و بعدها در اثر تلاش‌های نینو و رسمیت مسیحیت در گرجستان، تقویت شده و به صورت یک نهاد رسمی، فعالیت خود را از سال ۳۳۵ میلادی آغاز کرد.
از سال ۳۳۵ تا ۴۶۷ میلادی، کلیسای گرجی پیرو کلیسای انطاکیه بود و رهبران آن در مقام اسقف اعظم بودند، در سال ۴۶۷ میلادی، کلیسای گرجی از کلیسای انطاکیه جدا شد.
از سال ۴۶۷ تا ۱۰۱۰ میلادی، رهبران کلیسای گرجی در مقام جاثلیق بودند، در سال ۱۰۰۸ میلادی، پادشاهی متحد گرجستان تشکیل شد.
از سال ۱۰۱۰ تا ۱۸۱۱ میلادی، کلیسای ارتدکس گرجی خودمختار بود و رهبران آن در مقام پاتریارک بودند، در سال ۱۸۱۰ میلادی، گرجستان بخشی از امپراتوری روسیه شد.
از سال ۱۸۱۱ تا ۱۹۱۷ میلادی، کلیسای ارتدکس گرجی پیرو کلیسای ارتدکس روسی بود و رهبران آن نه تنها پاتریارک نبودند، بلکه جاثلیق هم نبوده و فقط در مقام اسقف اعظم بودند، تا اینکه در سال ۱۹۱۷ میلادی، گرجستان از امپراتوری روسیه مستقل شد.
از سال ۱۹۱۷ میلادی تا کنون کلیسای ارتدکس گرجی خودمختار است و رهبران آن در مقام پاتریارک هستند.

## نگارخانه

پرچم کلیسای ارتدکس گرجی
موقعیت جغرافیایی کلیساهای ارتدکس گرجی
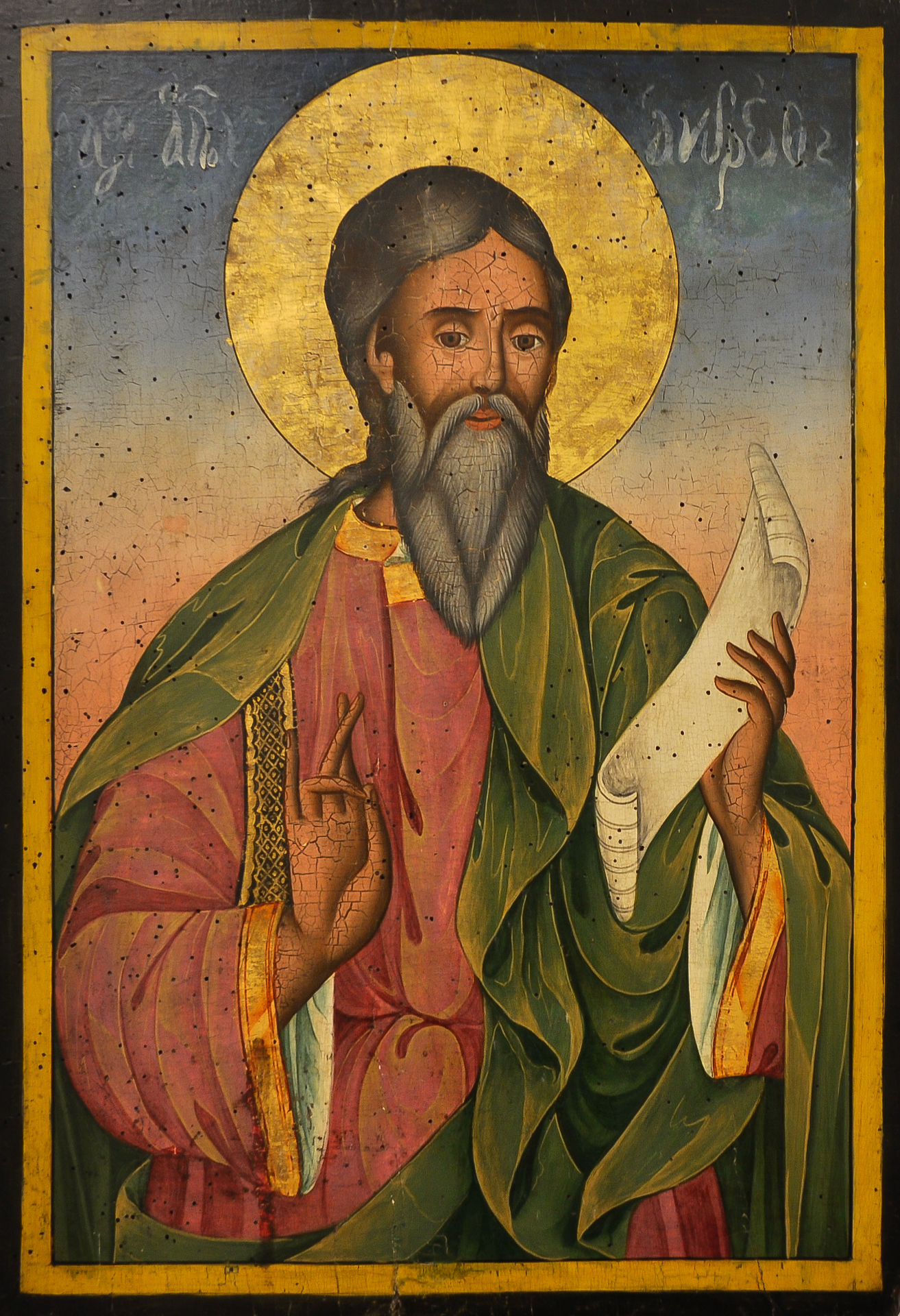
اندریاس، بنیانگذار کلیسای ارتدکس گرجی
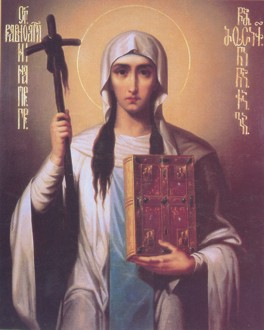
نینو، تقویت کنندهٔ کلیسای ارتدکس گرجی
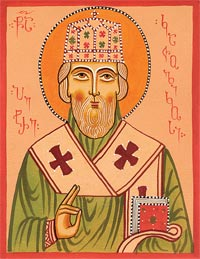
پیتر یکم نخستین جاثلیق، کلیسای گرجی
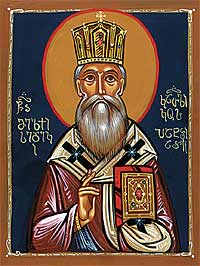
ملکیسدک یکم نخستین پاتریارک، کلیسای ارتدکس گرجی
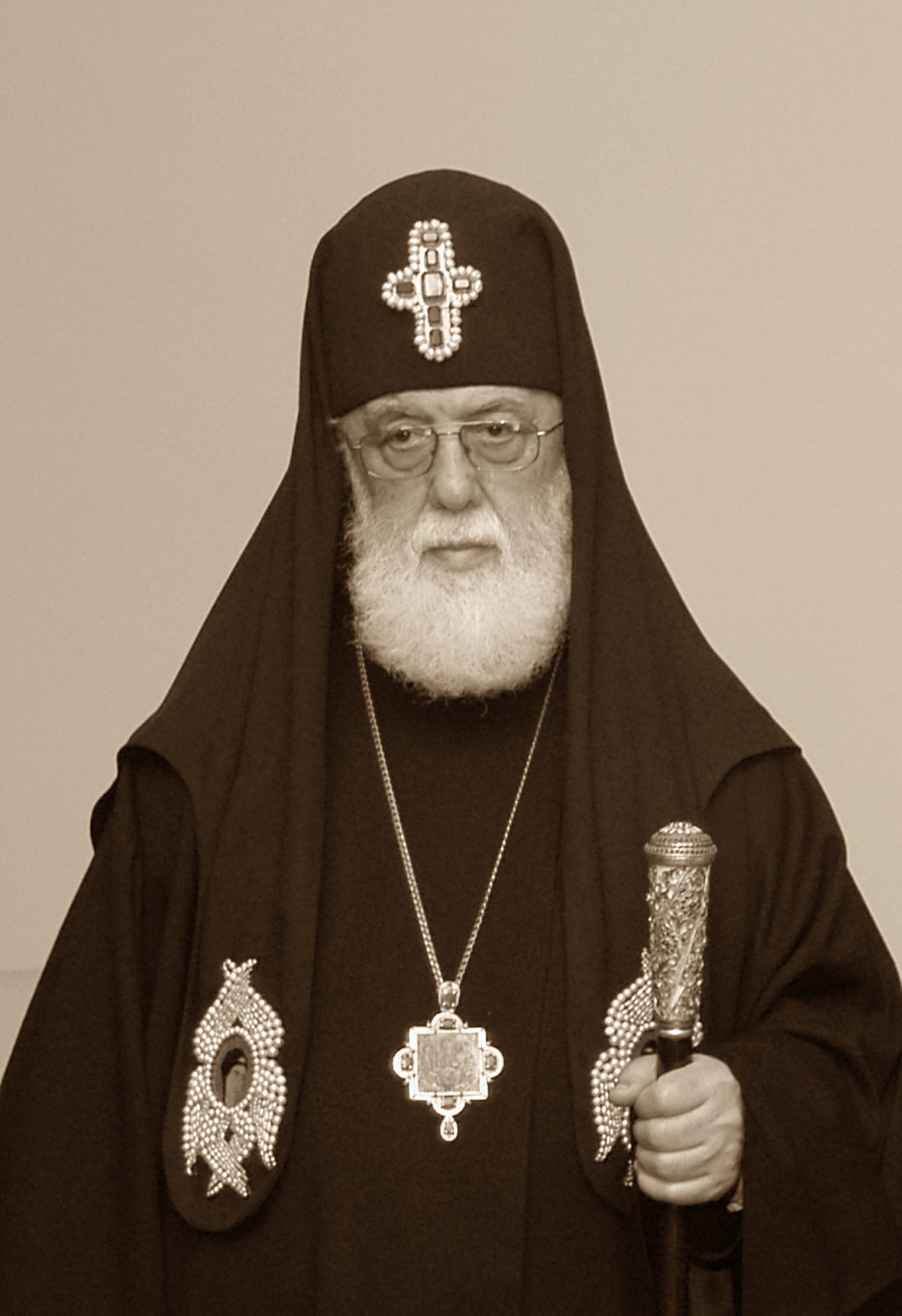
ایلیای دوم، پاتریارک کنونی کلیسای ارتدکس گرجی
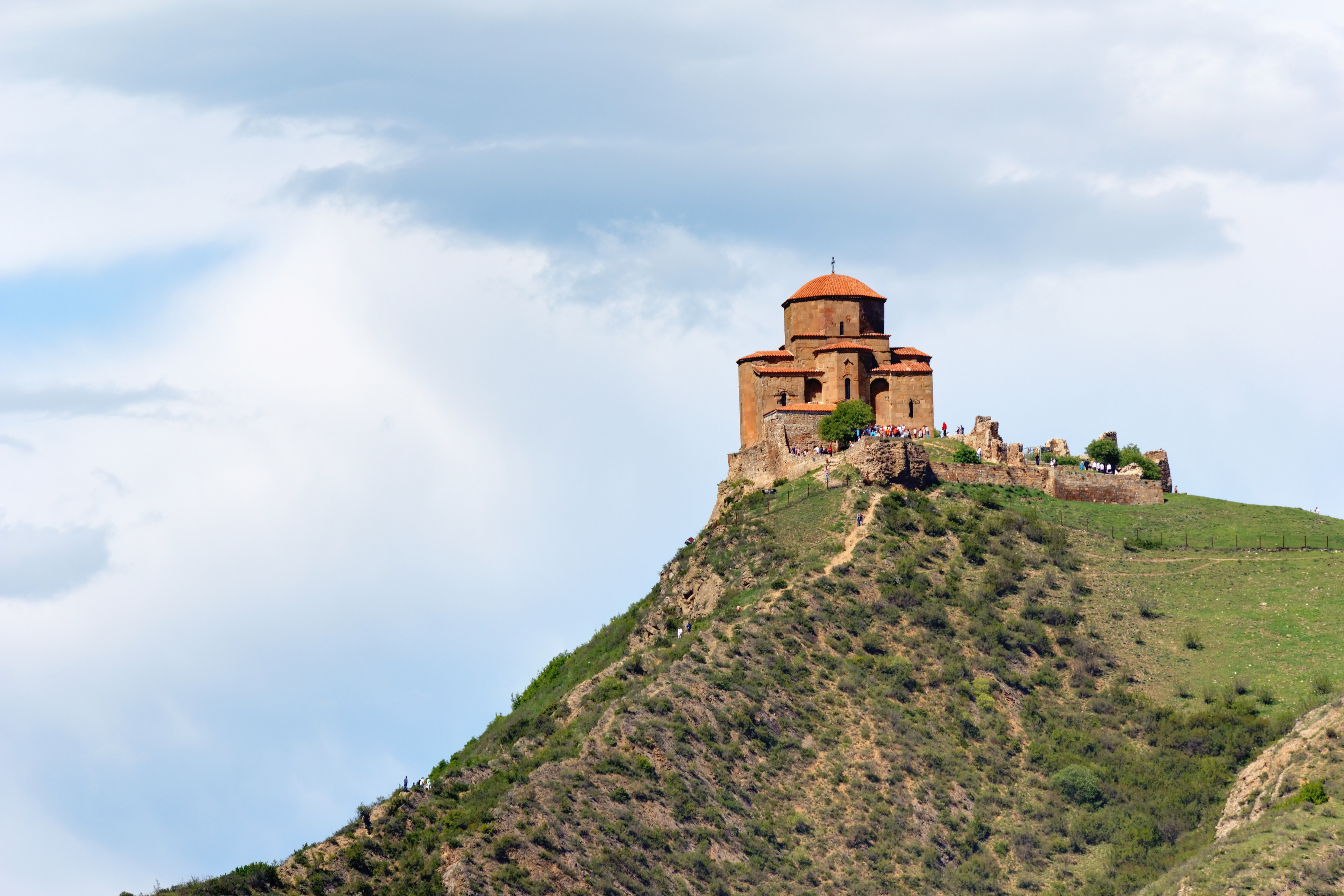
صومعه جواری، یکی از قدیمی‌ترین کلیساهای حفظ شدهٔ ارتدکس گرجی